# Jindřich Balcar
Jindřich Balcar (* 22. März 1950 in Jablonec nad Nisou; † 21. November  2013 in Liberec, Tschechien) war ein tschechoslowakischer Skispringer.
Balcar gab sein internationales Debüt bei der Vierschanzentournee 1974/75. Nach einem 25. Platz in Oberstdorf und einem 41. Platz in Garmisch-Partenkirchen folgte ein 13. Platz in Innsbruck und der 16. Platz in Bischofshofen. Am Ende belegte er den 17. Platz in der Gesamtwertung der Tournee. Ein Jahr später zur Vierschanzentournee 1975/76 erreichte er in allen Springen Platzierungen unter den besten zwanzig. So erreichte er in Oberstdorf Platz 15, in Garmisch Platz 11, in Innsbruck Platz 20 und in Bischofshofen Platz 13. Am Ende stand er auf dem 13. Platz in der Tournee-Gesamtwertung. Bei den Olympischen Winterspielen 1976 in Innsbruck erreichte er nach Sprüngen auf 88 und 81 Meter den 27. Platz.
Jindřich Balcar war der ältere Bruder des ebenfalls als Skispringer erfolgreichen Jaroslav Balcar.